# Ilma Čepāne
Ilma Čepāne z domu Briņķe (ur. 29 kwietnia 1947 w okręgu wałeckim) – łotewska prawnik i polityk, wykładowczyni, była sędzia Trybunału Konstytucyjnego, deputowana do Rady Najwyższej Łotwy (1990–1993), od 2006 posłanka na Sejm.

## Życiorys
Ukończyła szkołę średnią im. Westharda w Valmierze. Pracę zawodową rozpoczęła w wieku 17 lat jako sekretarka moskiewskiego sądu dzielnicowego w Rydze. Studiowała prawo w Łotewskim Uniwersytecie Państwowym im. Pēterisa Stučki, następnie zaś odbyła studia aspiranckie na macierzystej uczelni i obroniła dysertację w Moskiewskim Uniwersytecie Państwowym im. Michaiła W. Łomonosowa, uzyskując stopień kandydata nauk (1986). Znajomość prawa pogłębiała na studiach we Francji, Kanadzie i Danii. W 1992 uzyskała stopień doktora nauk prawnych w Uniwersytecie Łotewskim, gdzie od 1977 pracuje jako wykładowczyni na Wydziale Prawa. Specjalizuje się w prawie ochrony środowiska, zagospodarowania przestrzennego oraz budowlanym, posiada wiedzę z zakresu prawa handlowego i cywilnego.
W latach 1990–1993 zasiadała w Radzie Najwyższej Łotewskiej SRR, następnie zaś Republiki Łotewskiej. Została wybrana w 46 ryskim terytorialnym okręgu wyborczym z rekomendacji Łotewskiego Frontu Ludowego (LTF). Była członkiem Komisji Ochrony Środowiska. Opowiedziała się za niepodległością kraju od Związku Sowieckiego. Należała do Łotewskiej Partii Zielonych. W latach 1993–1996 była sekretarzem parlamentarnym w Ministerstwie Komunikacji. Po utworzeniu na Łotwie Sądu Konstytucyjnego przez 10 lat wykonywała funkcję sędzi tegoż sądu (1996–2006).
W wyborach w 2006 uzyskała po raz pierwszy mandat posłanki na Sejm z listy Nowej Ery. W 2008 znalazła się wśród założycieli nowego ugrupowania pod nazwą Związek Obywatelski (PS), pełniła funkcję wiceprzewodniczącej Klubu Poselskiego PS. W wyborach w 2010 uzyskała reelekcję z rekomendacji PS w ramach sojuszu wyborczego „Jedność” (w okręgu Vidzeme). W wyborach w 2011 ponownie wybrana do parlamentu z tej samej listy. Od 2010 stoi na czele Komisji Prawnej Sejmu.
Odznaczona Orderem Trzech Gwiazd. Ma dwoje dzieci i dwoje wnucząt.